# A pesca di topi
A pesca di topi (Much Ado About Mousing) è un film del 1964 diretto da Chuck Jones e Maurice Noble. È il quarto dei 34 cortometraggi animati della serie Tom & Jerry prodotti da Jones con il suo studio Sib-Tower 12 Productions. Venne distribuito dalla Metro-Goldwyn-Mayer il 14 aprile 1964. Il titolo originale è un gioco di parole che prende spunto dal titolo della celebre commedia di William Shakespeare Molto rumore per nulla (Much Ado About Nothing).

## Trama
Tom pesca su un molo, e lancia l'amo su una barca, sulla quale c'è Jerry, che rimane attirato dal formaggio posto sull'amo. Tom lo cattura con un retino, ma Jerry riesce a fuggire, rifugiandosi nella bocca di un cane dormiente. Tom cerca di acchiappare Jerry, ma finisce per afferrare la lingua del cane, il quale si sveglia e butta Tom in mare. Uscito dall'acqua, quest'ultimo vede un cane più piccolo inseguito da un accalappiacani. Conduce così l'uomo verso l'altro cane, che viene catturato, per poi venire liberato da Jerry. In segno di gratitudine, il cane dà al topo un fischietto da usare ogni volta che è nei guai. Jerry viene catturato da Tom e allora fischia prontamente per richiamare il suo tutore, il quale butta nuovamente in mare Tom. Infine quest'ultimo mette di nascosto dei paraorecchie sul cane che dorme. Tom si dirige verso Jerry, che fischia e poco dopo tira fuori un paio di paraorecchie. Pensando che siano quelli del cane, Tom si spaventa tanto da buttarsi in mare. Nel finale Jerry si mette i paraorecchie e si sdraia accanto al cane, che ha ancora i suoi addosso, per fare un pisolino.